# Phil Dent
Philip Dent, detto Phil (Sydney, 14 febbraio 1950), è un ex tennista australiano.

## Carriera
In singolare ha raggiunto come massima posizione in classifica il 17º posto, nell'agosto 1977, e ha raggiunta la finale degli Australian Open 1974 ma è stato sconfitto da Jimmy Connors.

Nel doppio maschile ha raggiunto 7 finali dei tornei del Grande Slam, per sei volte in coppia con John Alexander e una con Ross Case. L'unica finale in cui ne è uscito vincitore è stata quella degli Australian Open 1975 mentre ha perso tre finali in Australia, due all'Open di Francia e una a Wimbledon.

A questi risultati si aggiunge la vittoria del doppio misto negli US Open 1974 in coppia con Billie Jean King.

Ha fatto parte dei team australiani che hanno vinto la Coppa Davis 1977 e la World Team Cup nel 1979.
Anche suo figlio Taylor è un ex tennista.

## Finali nei tornei del Grande Slam

### Singolare

#### Finali perse (1)
| Anno | Torneo          | Superficie | Avversario in finale | Punteggio             |
| 1974 | Australian Open | Erba       | Jimmy Connors        | 7–6(7), 6–4, 4–6, 6–3 |

### Doppio

#### Vittorie (1)
| Anno | Torneo          | Superficie | Compagno       | Avversari in finale        | Punteggio |
| 1975 | Australian Open | Erba       | John Alexander | Bob Carmichael Allan Stone | 6–3, 7–6  |

#### Finali perse (6)
| Anno            | Torneo              | Superficie  | Compagno       | Avversari in finale            | Punteggio               |
| 1970            | Australian Open     | Erba        | John Alexander | Bob Lutz Stan Smith            | 8–6, 6–3, 6–4           |
| 1973            | Australian Open (2) | Erba        | John Alexander | John Newcombe Malcolm Anderson | 6–3, 6–4, 7–6           |
| 1975            | Open di Francia     | Terra rossa | John Alexander | Brian Gottfried Raúl Ramírez   | 6–2, 2–6, 6–2, 6–4      |
| 1977            | Wimbledon           | Erba        | John Alexander | Ross Case Geoff Masters        | 6–3, 6–4, 3–6, 8–9, 6–4 |
| 1977 (dicembre) | Australian Open (3) | Erba        | John Alexander | Ray Ruffels Allan Stone        | 7–6, 7–6                |
| 1979            | Open di Francia (2) | Terra rossa | Ross Case      | Gene Mayer Sandy Mayer         | 6–4, 6–4, 6–4           |

### Doppio misto

#### Vittorie (1)
| Anno | Torneo  | Superficie  | Compagna         | Avversari in finale       | Punteggio     |
| 1974 | US Open | Terra verde | Billie Jean King | Betty Stöve Frew McMillan | 3–6, 6–2, 7–5 |